# (4329) Miró
(4329) Miró (désignation provisoire 1982 SX2) est un astéroïde de la ceinture principale. Il a été découvert par Laurence G. Taff à l'Experimental Test Site du laboratoire Lincoln le 22 septembre 1982. Il est nommé d'après Joan Miró.